# 徳島市ライフル射撃場
徳島市ライフル射撃場（とくしましライフルしゃげきじょう）は、徳島県徳島市入田町にあるライフル射撃場。
徳島市内中心から近く、西日本大会等も行なわれ、徳島県内のライフル競技レベルの飛躍的向上の拠点となっている。

## 概要

### 施設概要
- 敷地面積：9,315m2
- 競技面積：1,203m2
- 施工：1993年（平成5年）5月

競技施設
- スモールボア（24射座）
- エアーライフル（26射座）

### 開館時間
- 9:00〜17:00
- 12月28日〜1月3日

## 交通
- JR徳島線府中駅より車で約5分。
- JR徳島駅より車で約25分。